# Dienon-Phenol-Umlagerung
Die Dienon-Phenol-Umlagerung ist eine Namensreaktion in der organischen Chemie und wurde erstmals 1921 von den deutschen Chemikern Karl von Auwers und Karl Ziegler veröffentlicht. Die Reaktion beschreibt die Synthese von substituiertem Phenol aus substituiertem Dienon. 

## Übersichtsreaktion
Disubstituiertes Cyclohexadienon reagiert in saurer Lösung (oder photochemisch) zu einem disubstituierten Phenol:

## Reaktionsmechanismus
Der Mechanismus wird in der Literatur beschrieben:
Das 4,4-disubstituierte 2,5-Cyclohexadien-1-on 1 wird protoniert, wobei das reaktive Oxoniumion 2 gebildet wird. Anschließende Elektronen- und Atomumlagerung in der isomeren Zwischenstufe (3) liefert unter Abspaltung eines Protons das 3,4-disubstituierte Phenol 4.